# Hiroshi Ibusuki
 Hiroshi Ibusuki  (en japonés: 指宿 洋史) (Nagareyama, Japón, 27 de febrero de 1991) es un futbolista japonés. Juega de delantero en el Adelaide United F. C. de la A-League de Australia.

## Trayectoria
Se formó en la cantera del Kashiwa Reysol. En la temporada 2008 alternó participación tanto en el equipo juvenil como con el primer equipo en la J1 League, máxima categoría del fútbol japonés.
Con tal solo 17 años fichó por el Girona F. C. el 2 de enero de 2009 en pleno mercado de invierno, con un contrato de tres temporadas y media, y se convirtió en el primer futbolista extracomunitario en la historia del club gerundés. En Japón se armó un revuelo mediático tras su fichaje por el Girona, hasta el punto de que tras el elevado número de visitantes nipones en la web oficial del club, se creó la versión en idioma japonés. Ese mismo mes, un grupo de aficionados del club, fundaron la Penya Ibusuki Hiroshi Girona F.C. Mientras llegaba su tránsfer internacional y otros trámites legales, jugó en el Juvenil B de División de Honor Juvenil. Su debut como profesional fue antes, el 19 de abril, en Alicante, en el estadio José Rico Pérez frente al Hércules (3-0).
El 26 de agosto de 2010 el Girona lo cedió al C. E. Sabadell que jugaba en la Segunda División B.
En julio de 2011 fue traspasado al Sevilla Atlético, convirtiéndose en el primer asiático del club andaluz. El 21 de enero de 2012 realizó su debut con el primer equipo en partido contra el Real Betis Balompié, jugando los 5 últimos minutos tras sustituir a Álvaro Negredo.
El 23 de agosto de 2012 el Sevilla F. C. alcanza un acuerdo de cesión por un año con el K. A. S. Eupen belga donde realizó una temporada en la que marcó un total de 10 goles.

## Selección nacional
Fue internacional con la selección japonesa sub-19 y selección japonesa y sub-23.

## Clubes
| Club                       | País      | Año       |
| -------------------------- | --------- | --------- |
| Girona F. C.               | España    | 2009-2011 |
| Real Zaragoza "B" (cedido) | España    | 2009-2010 |
| C. E. Sabadell (cedido)    | España    | 2010-2011 |
| Sevilla Atlético           | España    | 2011-2013 |
| K. A. S. Eupen (cedido)    | Bélgica   | 2012-2013 |
| Valencia C. F. Mestalla    | España    | 2013-2014 |
| Albirex Niigata            | Japón     | 2014-2017 |
| JEF United Chiba           | Japón     | 2017-2018 |
| Shonan Bellmare            | Japón     | 2019-2020 |
| Shimizu S-Pulse            | Japón     | 2021      |
| Adelaide United F. C.      | Australia | 2022-     |